# Avigliano (Campagna)
Avigliano is een plaats (frazione) in de Italiaanse gemeente Campagna (SA).

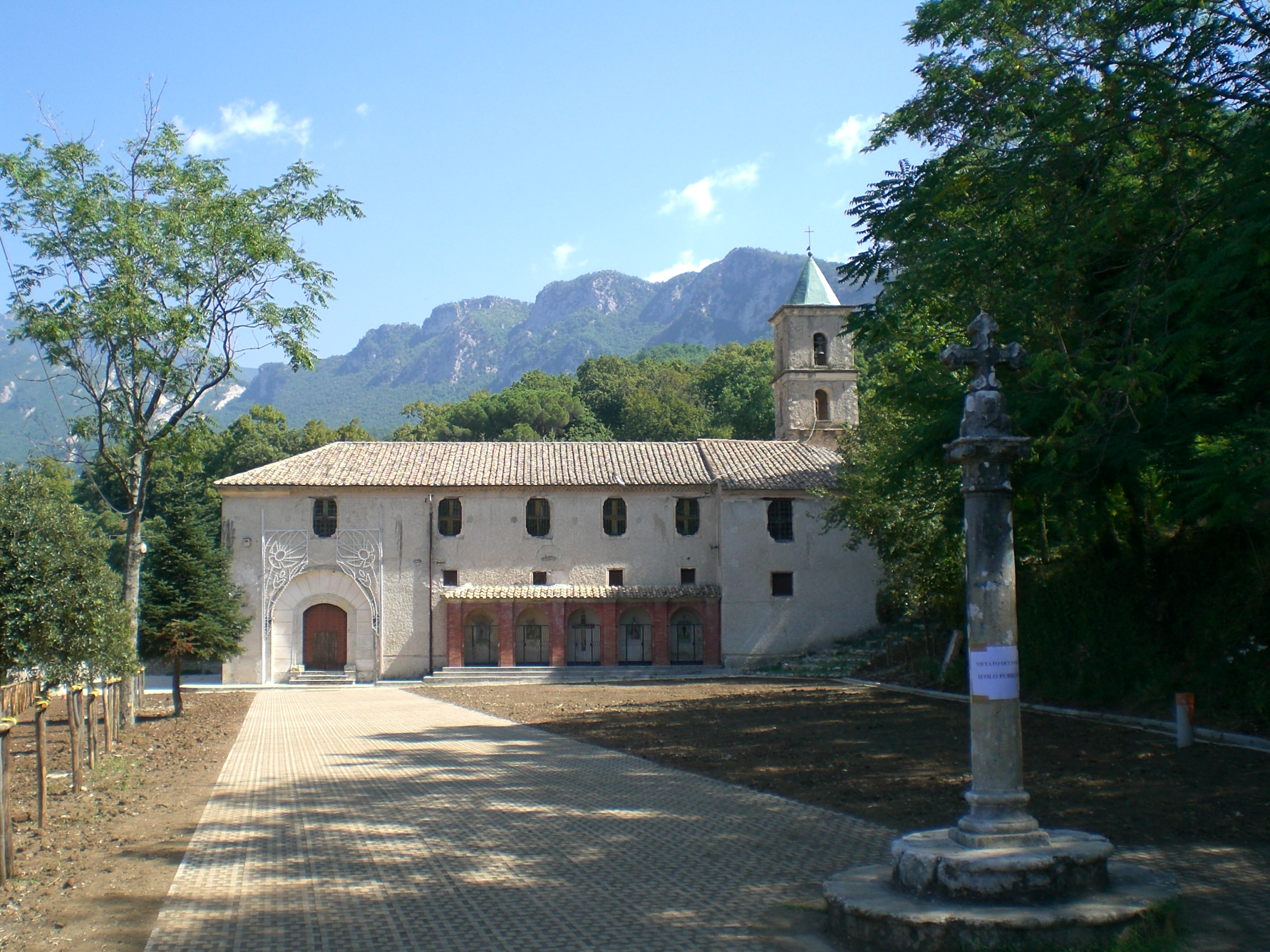
Sanctuary of Madonna di Avigliano